# Odisseum
Odisseum is het achttiende muziekalbum van Runes Order. Na de studioalbums Winter en The land of silence die direct op compact disc verschenen, verscheen weer een aantal albums uitsluitend op muziekcassette. In zomer 1996 verscheen Odisseum direct op cd. Het album laat muziek horen in de traditie van Tangerine Dream, maar af en toe komt de somberheid van de originele Runes Order nog aan de oppervlakte. Het album is opgenomen in de Odal en Nom Studio van Dondo zelf.   

## Musici
- Claudio Dondo – synthesizers, percussie, stem
- Daniele Margarelli – toetsinstrumenten, percussie, stem
- Paolo Margarelli – zang, geluiden
- Pat Quest – zang The fall

## Muziek
Alle door Dondo, behalve waar aangegeven: 

| Nr. | Titel                                          | Duur |
| --- | ---------------------------------------------- | ---- |
| 1.  | Visions                                        | 8:59 |
| 2.  | Soundtrack for the fear                        | 5:57 |
| 3.  | Hate-part 2 (Dondo, Andrea Schenone)           | 7:51 |
| 4.  | The fall                                       | 6:44 |
| 5.  | Solitaire                                      | 8:27 |
| 6.  | Win forever                                    | 9:42 |
| 7.  | Holy stones                                    | 5:01 |
| 8.  | Count down for E.                              | 6:48 |
| 9.  | Theme no. 5- The death (Dondo, Girogio Mugnai) | 6:09 |
| 10. | Darkness before the light                      | 8:13 |